# كمية اقتصادية للإنتاج
يحدد نموذج الكمية الاقتصادية للإنتاج (يعرف أيضًا بنموذج EPQ) الكمية التي ينبغي على أي شركة أو تاجر تجزئة طلبها لتقليل إجمالي تكاليف المخزون إلى الحد الأدنى بموازنة تكلفة الاحتفاظ بالمخزون ومتوسط تكلفة الطلب الثابتة. طور إيه دبليو تافت (E.W. Taft) نموذج الكمية الاقتصادية للإنتاج في عام 1918. تعد هذه الطريقة امتدادًا لنموذج حجم الطلبية الاقتصادي (يعرف أيضًا بنموذج EOQ). يكمن الاختلاف بين هاتين الطريقتين في أن نموذج الكمية الاقتصادية للإنتاج يفترض أن تقوم الشركة بإنتاج الكميات الخاصة بها أو الأجزاء الجاري شحنها للشركة أثناء عملية الإنتاج، وبالتالي تتوفر الطلبيات أو تُسلم بطريقة تدريجية أثناء عمليات تصنيع المنتجات. بينما يفترض نموذج حجم الطلبية الاقتصادي بأن يصل حجم الطلبية كاملًا وفي الحال بعد توجيه الطلب، بما يعني أن تنتج شركة أخرى الأجزاء وتكون جاهزة للشحن عند وضع الطلبية.
يُستخدم نموذج الكمية الاقتصادية للتصنيع (EMQ) في بعض الأبحاث كبديل لنموذج الكمية الاقتصادية للإنتاج (EPQ). على غرار نموذج حجم الطلبية الاقتصادي، تعد الكمية الاقتصادية للإنتاج منتجًا منفردًا يحتوي على الكثير من طرق الجدولة. يُطلق على توسع المنتجات المتعددة لتلك النماذج مشكلة دورة حياة المنتج.

## نظرة عامة
لا يُطبق نموذج الكمية الاقتصادية للإنتاج إلا على المنتجات ذات الطلب الثابت على مدار العام وتسليم أو إنتاج الطلبية الجديدة مباشرة عند نفاد المخزون. هناك تكلفة ثابتة تفرض على كل طلبية، بغض النظر عن عدد الوحدات المطلوبة. هناك أيضًا تكلفة احتفاظ أو تخزين لكل وحدة موجودة في المخزن (يتم التعبير عنها في بعض الأحيان بنسبة تكلفة شراء السلعة).
نرغب في تحديد العدد الأمثل لوحدات المنتج التي سيتم طلبها، وبذلك نقلل إجمالي التكلفة المرتبطة بشراء المنتج وتسليمه وتخزينه.
المعاملات المطلوبة للحل هي إجمالي الطلب عن العام وتكلفة الشراء لكل بند والتكلفة الثابتة لوضع الطلبية وتكلفة التخزين لكل بند في السنة. يُلاحظ أن عدد المرات لأي طلبية سيؤثر أيضًا على إجمالي التكلفة، إضافة إلى ذلك، يمكن تحديد هذا العدد من المعاملات الأخرى.

## الافتراضات
1. يستمر الطلب للبنود من المخزون وبمعدل ثابت.
2. يتم إجراء دورات الإنتاج لتجديد المخزون على فترات منتظمة
3. أثناء دورة الإنتاج، يستمر إنتاج المواد وبمعدل ثابت
4. تظل تكلفة ضبط الإنتاج أو طلبه ثابتة (اعتمادًا على الكمية المنتَجة)
5. يظل الوقت اللازم للتصنيع ثابتًا
6. يظل سعر الشراء للمنتج ثابتًا، بمعنى عدم وجود تخفيضات
7. يتم التجديد تدريجيًا

## المتغيرات
- K = تكلفة الطلبية وإعدادها
- D = معدل الطلب
- F = تكلفة التخزين
- T = طول الدورة
- P = معدل الإنتاج
- {\displaystyle x={\frac {D}{P}}}
- Q = كمية الطلب

## استخلاص صيغة الكمية الاقتصادية للإنتاج
تكلفة التخزين كل سنة = {\displaystyle {\frac {Q}{2}}F(1-x)}
بينما {\displaystyle {\frac {Q}{2}}} هي متوسط مستوى التخزين وF(1-x)متوسط تكلفة الاحتفاظ. وبذلك نضرب كلتا النتيجتين في تكلفة الاحتفاظ كل عام.
تكلفة الطلبية كل عام = {\displaystyle {\frac {D}{Q}}K}
بينما {\displaystyle {\frac {D}{Q}}} هي الطلبات الشراء في العام، مضروبة في النتائج k في تكلفة الطلبية كل عام.
يمكن أن نلاحظ من المعادلات السابقة أن إجمالي تكلفة الطلب ينخفض بزيادة كمية الإنتاج. وعلى النقيض من ذلك، يزداد إجمالي تكلفة الاحتفاظ بزيادة كمية الإنتاج. ولذلك، من أجل الحصول على كمية الإنتاج المثالية، يلزمنا تحديد تكلفة الاحتفاظ السنوية بالتساوي مع تكلفة الطلبية كل عام والحل للكمية (Q)، وهي صيغة كمية الإنتاج الاقتصادية المذكورة سابقًا. يؤدي طلب تلك الكمية إلى التوصل إلى أقل تكلفة لإجمالي المخزون سنويًا.

## صيغة الكمية الاقتصادية للإنتاج
{\displaystyle EPQ=Q*={\sqrt {\frac {2KD}{F(1-x)}}}}

## الرسم البياني لتكلفة المخزون
يصف هذا الرسم البياني معادلات سنوية لتكلفة الاحتفاظ وتكلفة الطلبية. يعد السطر الثالث إضافة لهاتين المعادلتين، الذي يؤدي إلى استنتاج إجمالي تكلفة المخزون سنويًا. من المؤكد أن هذا الشكل البياني سيوفر صورة متكاملة لاشتقاق معادلة كمية الطلبية المثالية، مثل، معادلة كمية الإنتاج الاقتصادية.

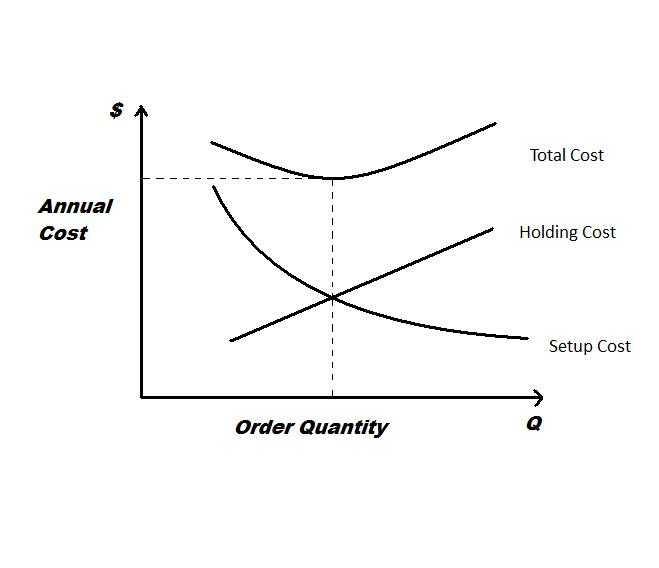
EPQ Graph

## الصيغ ذات الصلة
متوسط تكلفة الاحتفاظ لكل مدة وحدة:
{\displaystyle {\frac {1}{2}}FD(1-x)*T}
متوسط تكلفة الطلبية والاحتفاظ كدالة على الوقت:
{\displaystyle x(T)={\frac {1}{2}}FD(1-x)T+{\frac {K}{T}}}